# Wilmette

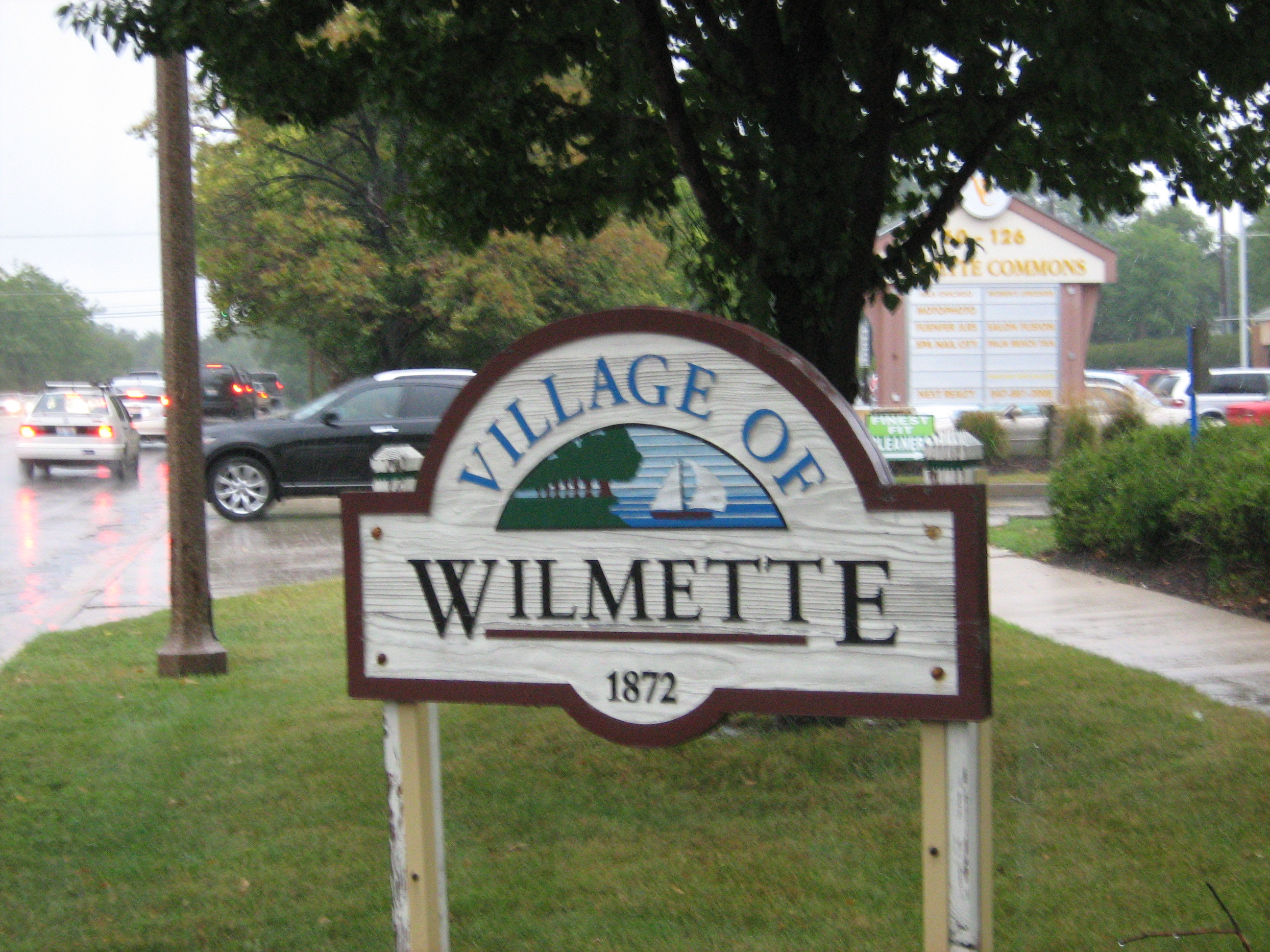
Ortsschild von Wilmette

Wilmette ist eine Gemeinde im Cook County im Nordosten des US-amerikanischen Bundesstaates Illinois.
Das U.S. Census Bureau hat bei der Volkszählung 2020 eine Einwohnerzahl von 28.170 ermittelt.
Wilmette ist Bestandteil der Metropolregion Chicago und gilt als Schlafstadt im North Shore District. Im Jahr 2007 wurde Wilmette als siebtbester Ort in den USA für das Aufwachsen von Kindern beurteilt.

## Geografie
Wilmette erstreckt sich über 14,0 km², die sich auf 13,9 km² Land- und 0,1 km² Wasserfläche verteilen.
Die Gemeinde liegt am westlichen Ufer des Michigansees und ist ein nördlicher Vorort von Chicago, unmittelbar nördlich von Evanston. Das Stadtzentrum von Chicago liegt 25,2 Kilometer südlich. Der North Shore Channel mündet in Wilmette in den Michigansee.

## Geschichte
Vor der europäischen Besiedlung befand sich ein Potawatomi-Dorf am "Indian Hill", einem Gelände im heutigen Winnetka. Die heutige Ortschaft Wilmette wurde nach Antoine Ouilmette benannt, einem französisch-kanadische Pelzhändler, der mit der Tochter des Potawatomi-Häuptlings Sauganash verheiratet war. Für seine Unterstützung beim Zustandekommen des Treaty of Prairie du Chien im Jahr 1829 teilte die US-Regierung Ouilmette 5,2 km² Land auf dem Gebiet der heutigen Gemeinden Wilmette und Evanston zu.
Katholische Bauern aus der Umgebung von Trier ließen sich in den 1840er Jahren im Bereich von Wilmette nieder. Sie nannten ihr Dorf, das westlich der Ridge Road lag, Gross Point. Im Jahr 1848 verkaufte Ouilmette sein Land an die Landwirte.
Die Chicago and Milwaukee Railway wurde im Jahre 1854 gebaut, um die Besiedlung des Gebietes nördlich von Chicago zu erleichtern. Im Jahre 1857 baute John G. Westerfield Gurken- und Essig-Fabriken in der Gegend. Auch wurde eine Böttcherei, eine Ziegelei und ein Eiskeller gebaut.
Im Jahr 1869 baute die Chicago and Milwaukee Railway den ersten Bahnhof in der Gegend. Am 19. September 1872 wurde das Dorf Wilmette gegründet, das Dorf Gross Point wurde am 19. September 1874 eingemeindet. Der 19. September wird lokal als Charter Day gefeiert.
Wilmette wäre von seinem südlichen Nachbarn Evanston in den Jahren 1894 und 1897 beinahe eingemeindet worden. Die Befürworter wollten die Vorteile der bestehenden guten Infrastruktur des Nachbarortes nutzen. Mehrere Referenden zur Übernahme scheiterten jedoch.
Über die Chicago North Shore and Milwaukee Railroad (North Shore Line) bekam Wilmette 1899 Anschluss an die Milwaukee Road.
Ein Haus der Andacht der Bahai wurde zwischen 1920 und 1953 in Wilmette errichtet.

## Demografische Daten
Nach der Volkszählung von 2000 lebten 27.651 Einwohner in 10.039 Haushalten und 7.730 Familien in der Ortschaft. Die Bevölkerungsdichte betrug 1.984 Einwohner pro km². Es gab 10.319 Wohneinheiten mit einer durchschnittlichen Dichte von 741 Einheiten pro km².
Es gab 10.039 Haushalte, in denen in 40,6 % der Fälle Kinder unter 18 Jahren lebten. In 68,9 % der Haushalte lebten verheiratete, zusammenlebende Paare, 6,4 % hatten einen weiblichen Haushaltsvorstand ohne Ehemann und 23,0 % waren keine Familien. 21,1 % aller Haushalte waren Singlehaushalte und in 12,1 % lebten Menschen, die 65 Jahre oder älter waren. Die durchschnittliche Haushaltsgröße betrug 2,73 und die durchschnittliche Familiengröße lag bei 3,19 Personen.
Etwa 29,7 % der Einwohner waren unter 18 Jahre, 3,6 % waren 18 bis 24 alt, 21,7 % 25 bis 44 Jahre alt, 27,8 % 45 bis 64 Jahre alt und 17,2 % waren 65 Jahre oder älter. Das Durchschnittsalter betrug 42 Jahre. Auf 100 weibliche Personen kamen 91,8 Männer. Auf 100 Frauen im Alter von 18 Jahren gab es 84,9 Männer.
Laut einer Schätzung 2007 betrug das jährliche Durchschnittseinkommen eines Haushalts 120.469 USD, das Durchschnittseinkommen einer Familie betrug 149.104 USD. Männer hatten ein Durchschnittseinkommen von 97.143 USD gegenüber 50.007 USD bei Frauen. Das Prokopfeinkommen betrug 55.611 USD. Rund 1,3 % der Familien und 2,3 % der Bevölkerung lebten unterhalb der Armutsgrenze, davon 1,6 % Jugendliche unter 18 Jahren und 4,7 % der Altersgruppe 65 Jahre oder älter.

## Sehenswürdigkeiten

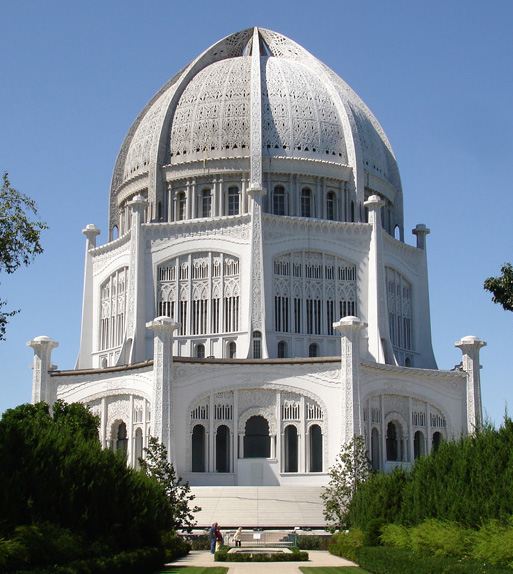
Haus der Andacht in Wilmette

Wilmette beheimatet das Bahai Haus der Andacht und die Büros der Verwaltung der Bahá'í National Spiritual Assembly. Im Jahr 2007 wurde das Haus der Andacht zu einem der Sieben Weltwunder von Illinois vom Illinois Bureau of Tourism ernannt.
Wilmette hat ein kleines, zwei Kinos umfassendes Multiplex, das so genannte Wilmette Theater an der Central Street, das sich in der Innenstadt befindet.
Wilmette hat drei Einkaufszentren. Eines von ihnen ist das Plaza del Lago, eines der ältesten Einkaufszentren in den Vereinigten Staaten, das sich an der Sheridan Road befindet. Die beiden anderen, Edens Plazza und West Lake Plaza, befinden sich an der Lake Street am Edens Expressway.
Weitere Attraktionen sind der Gillson Park mit Zugang zum Strand, der Jachthafen und ein Freilaufgebiet für Hunde; Langdon Beach und Centennial Park mit einem öffentlichen Schwimmbad, Tennis- und Eislaufplatz. Die Wilmette Golf Club, der westlich der Stadt liegt,  beherbergt einen 5,8 Kilometer langen Kurs.

## Persönlichkeiten
- Robert Skelton (1903–1977), Schwimmer
- John E. Struggles (1913–2005), Geschäftsmann
- Anna Halprin (1920–2021), Tänzerin und Choreografin
- Chuck Forsberg (1944–2015), Informatiker
- Peter Coffield (1945–1983), Schauspieler
- Bill Murray (* 1950), Schauspieler
- Joel Murray (* 1963), Schauspieler und Regisseur
- Seana Kofoed (* 1970), Schauspielerin
- Pete Wentz (* 1979), Musiker
- Beck Bennett (* 1984), Schauspieler
- K. Flay (* 1985), Sängerin
- Nico Tortorella (* 1988), Schauspieler